# Julen Lopetegui
Julen Lopetegui Agote, född 28 augusti 1966, är en spansk fotbollstränare och före detta professionell fotbollsmålvakt. Han spelade för fotbollsklubbarna Real Madrid Castilla, Real Madrid, Las Palmas, Logroñés, Barcelona och Rayo Vallecano mellan 1985 och 2002. Han spelade också en landslagsmatch för det spanska fotbollslandslaget 1994.
Efter spelarkarriären har han tränat Rayo Vallecano, Real Madrid Castilla, Spaniens U19, Spaniens U20, Spaniens U21, Porto, Spanien, Real Madrid, Sevilla och Wolverhampton Wanderers.

## Tränarkarriär

### Spanien
Den 21 juli 2016 tillkännagav Spanien att Lopetegui skulle ta över som ny förbundskapten. Den 13 juni 2018 avskedades han från sin position.

### Real Madrid
Den 12 juni 2018 bekräftade Real Madrid att Lopetegui skulle ta över som tränare inför säsongen 2018/2019. Han skrev på ett treårskontrakt med de då regerande Uefa Champions League-mästarna.
Den 29 oktober 2018 avskedades han från positionen.

### Sevilla
I juni 2019 blev Lopetegui anställd som ny huvudtränare i Sevilla. Den 5 oktober 2022 blev han avskedad.

### Wolverhampton Wanderers
I november 2022 anställdes Lopetegui som ny huvudtränare i Wolverhampton Wanderers. Den 8 augusti 2023 lämnade Lopetegui klubben.

### West Ham United
I maj 2024 blev Lopetegui klar som huvudtränare för West Ham United.

## Titlar

### Spelare
| Real Madrid - Ligamästerskap (1) | FC Barcelona - Supercopa de España (1) |

### Tränare
| Spaniens U19 - U19-Europamästerskapet (1) | Spaniens U21 - U21-Europamästerskapet (1) |